# San Vicente del Valle
San Vicente del Valle est une commune d'Espagne dans la communauté autonome de Castille-et-León, province de Burgos. Elle s'étend sur 13,42 km2 et comptait environ 40 habitants en 2011.